# Вара (коммуна)
Ва́ра (швед. Vara kommun) — коммуна в Швеции в лене Вестра-Гёталанд (Вестеръётланд).
Административный центр — Вара.
Площадь коммуны — 700 км², население — 15 557 жителей (2013). Располагается к югу от озера Венерн. По её территории проходят железная дорога Уддевалла — Херръюнга, европейский маршрут E20 и автомагистраль № 47.
В экономике коммуны важное значение имеет земледелие. В 1998 году сельское и лесное хозяйство давало 9 % всех рабочих мест в коммуне. В производстве заняты 32 % населения. Многие предприятия коммуны связаны с сельским хозяйством.

## Наиболее значительные населённые пункты
- Аренторп
- Вара
- Ведум
- Квенум
- Ларв
- Стура-Левене
- Тровад
- Эмтунга
- Юнг